# Натаса Теодориду
Натаса Теодориду (на гръцки: Νατάσα Θεοδωρίδου) е известна гръцка певица. Теодориду е единствената гръцка певица, чиито първи три албума достигат платинен статус. На 14 март 2010 година Алфа ТВ я поставя на 12-о място в класацията на най-продавани гръцки певици във фонографската епоха (след 1960 година) с общо 10 платинени и 3 златни албума.

## Биография

### 1996 – 2001 година
Родена е на 24 октомври 1970 година в големия македонски град Солун, Гърция. По произход е от драмското село Музга (Кудуния). Учи журналистика и в същото време посещава уроци по китара. По време на учението си в Солун Теодориду започва музикалната си кариера. В 1996 година се мести в Атина, където излиза на сцената заедно с известни гръцки певци, сред които Антонис Ремос, Ламбис Ливиератос и Триандафилос. Тези участия помагат на Теодориу да се сдобие с известна популярност и ѝ помагат да получи още повече предложения за музикални изяви. В август 1997 година излиза и нейният едноименен албум, който за кратко време става платинен. Така Натаса Теодориду става една от най-известните певици в Гърция. Нейният втори албум „Δεύτερη αγάπη“ (Втора любов) излиза в 1998 година и също става платинен. В същата година Натаса излиза на сцената с Нотис Сфакианакис, а през лятото изнася коцерти на сцената на „Астерия“ заедно с Пасхалис Терзис. Нейният комерсиален успех продължава и с третия ѝ албум, който излиза в 2000 година. В същото време Натаса Теодориу излиза на сцената заедно с Йоргос Мазонакис и Стелиос Дионисиу. В следващата година излиза и третият ѝ албум, в който включва и гръцка адаптация на хита на Шакира „Ojos Así“.

### 2002 – 2008 година
В 2002 година започва съвместна работа с композитора и текстописец Йоргос Теофанус, с когото работи по албума си „Τόση αγάπη πως να χαθεί“, който също е последван от голям комерсиален успех. В същата година започва да се появява сама на музикалната сцена на „Фос“, където излиза често в следващите 3 години. По време на този периода Теодориу издава албум с изпълнения наживо в 2003 година и работи заедно с Евантия Ребуцика, която е композиторката на нейния шести албум „Έρωτα, δεν ξέρεις ν' αγαπάς“, който излиза в 2004 година.
В 2005 година Натаса Теодориу се завръща на голямата музикална сцена заедно с Янис Париос и Сарбел, когато издава и седмия си албум. В 2006 година издава следващия си албум – „Έχω μια αγκαλιά“. Той е дело на композитора Йоргос Мукидис и става златен.
В 2007 година издава следващия си албум, празнувайки 10 година на професионалната музикална сцена в Гърция. Албумът става златен само за 2 седмици след издаването си. В септември започва изявите си заедно с Никос Куркулис и Ели Кокину в клуб „Вотаникос“. Скоро след това Кокину е заменена от Сарбел поради бременността ѝ.
В 2008 година натаса подписва отново с лейбъла „Сони“ за Гърция. В октомври 2008 година тя започва музикални изяви с Йоргос Мазонакис в клуб „Вотаникос“ за зимния сезон, където за трети пореден зимен сезон излиза на сцената. В ноември на същата година издава албума си „Δίπλα σε σένα“ (До теб), който съдържа два диска с най-добрите и песни, включително 37 от по-старите и хитове, DVD с музикални клипове и три нови песни с Йоргос Теофанус с текстове на Танос Папаниколау. Първият сингъл от албума „Δίπλα σε σένα“ се завърта по радио станциите още на 27 октомври 2008 година.

### След 2009 година
В юли 2009 година Теодориду издава студийния си албум „Μια κόκκινη γραμμή“, в който за втори път след 2002 година си сътрудничи с композитора Йоргос Теофанус. Албумът става платнинен и едноименният сингъл от албума става голям хит, който в 2010 година печли награда на Мад ТВ в Гърция. В 2010 година Теодориду си сътрудничи с Йоргос Мукидис за нейния 11 албум „Η ζωή μου έρωτας“.
В 2012 година Теодориду си сътрудничи отново с Теофанус за албума си „Απέναντι“. В следващата 2013 година Теодориду издава своя тринадесети албум „Σ' Αγαπώ“, който е дело на композитора Антонис Вардис.

### Сътрудничества
Теодориду работи с множество известни композитори и текстописци, които и помагат да постави високи стандарти на музикалната сцена. Сред тях са известни имена като Йоргос Теофанус, Йоргос Мукидис, Антонис Вардис, Янис Париос, Кириякос Пападопулос, Илияс Филипу, Янис Пападопулос, Михалис Хадзиянис, Елеана Врахали, Евантия Ребуцика, Михалис Ганас, Василис Янопулос, Наталия Герману, Танос Папаниколау, Тасос Панагис, Панос Фаларас, Триандафилос, Еви Друца, Елени Янацулия, Фебус и други.

## Личен живот
Натаса Теодориду се омъжва два пъти. Първия си брак сключва още докато живее в Солун. Дъщеря ѝ Христиана е родена в 1994 година. В 1996 година се развежда и се мести в Атина. Втория си брак сключва с пластичния хирург Андреас Фустанос в 1999 година. От него има втора дъщеря Андриана, която е родена в 2000 година. В 2007 година Теодориу се развежда с Фустанос.

## Дискография
| Година | Плоча                                   | Статус   |      |                   |          |
| ------ | --------------------------------------- | -------- | ---- | ----------------- | -------- |
| Година | Плоча                                   | Статус   | 1997 | Νατάσα Θεοδωρίδου | Платинен |
| 1998   | Δεύτερη Αγάπη                           | Платинен |      |                   |          |
| 2000   | Θα μιλήσω με τ'αστέρια                  | Платинен |      |                   |          |
| 2001   | Υπ' ευθύνη μου                          | Платинен |      |                   |          |
| 2002   | Όλα να τα ζήσω απ' την αρχή (Cd-сингъл) | Платинен |      |                   |          |
| 2002   | Τόση αγάπη πως να χαθεί                 | Платинен |      |                   |          |
| 2003   | Μια διαδρομή: Θεσσαλονίκη-Αθήνα (Live)  | Платинен |      |                   |          |
| 2004   | Έρωτα, δεν ξέρεις ν' αγαπάς             | Златен   |      |                   |          |
| 2005   | Ως εκεί που η καρδιά μπορεί ν' αντέξει  | Златен   |      |                   |          |
| 2006   | Έχω μια αγκαλιά                         | Златен   |      |                   |          |
| 2007   | Νατάσα                                  | Златен   |      |                   |          |
| 2008   | Δίπλα σε σένα (Best of)                 | Златен   |      |                   |          |
| 2009   | Μια κόκκινη γραμμή                      | Платинен |      |                   |          |
| 2010   | Η ζωή μου έρωτας                        | Златен   |      |                   |          |
| 2012   | Απέναντι                                | Платинен |      |                   |          |
| 2013   | Σ' Αγαπώ                                | Златен   |      |                   |          |
|        |                                         |          |      |                   |          |